# الخلاص (فلم 1972)
الخلاص (بالإنجليزية: Deliverance) هو فيلم مغامرة تم إنتاجه في الولايات المتحدة وصدر في سنة 1972.

## طاقم التمثيل
- جون فويت
- بيرت رينولدز

## الميزانية والإيرادات
بلغت تكلفة إنتاج الفيلم حوالي مليوني دولار بينما حقق أرباحا تقدر بـ 46,122,355 دولار.

### ترشيحات وجوائز
| السنة | الحدث  | الفئة     | النتيجة |
| ----- | ------ | --------- | ------- |
|       | أوسكار | أفضل فيلم | ترشـيـح |

## وصلات خارجية
- مقالات تستعمل روابط فنية بلا صلة مع ويكي بيانات